# Eleição municipal de Santa Rita em 2008
A eleição municipal de 2008 em Santa Rita, no estado da Paraíba, assim como nas demais cidades brasileiras, ocorreu em 5 de outubro de 2008 e elegeu o prefeito e vice-prefeito da cidade, além dos novos membros da Câmara de Vereadores.
Disputada em turno único, a eleição teve 3 candidatos à prefeitura municipal. O candidato à reeleição Marcus Odilon, do PMDB, superou Ana Cristina (PTB) por apenas 2.120 votos (32.038, contra 29.918). O número poderia ser maior, caso Reginaldo Pereira (PSDB), que havia perdido a última eleição, não tivesse a candidatura impugnada.
Já o terceiro colocado, Djalma Varela (PMN), recebeu apenas 1.052 votos.

## Antecedentes (2004)
| Candidato(a)             | Vice                       | Resultado | total  |
| ------------------------ | -------------------------- | --------- | ------ |
| Marcus Odilon (PDT)      | Dr. Péricles Vilhena (PDT) | 60,05%    | 36.165 |
| Reginaldo Pereira (PSDB) | Edinaldo do Edilicya (PL)  | 33,29%    | 20.050 |
| Zé de Ule (PTB)          | Caia (PTB)                 | 2,56%     | 1.542  |
| José Bernardino (PPS)    | Severino Leôncio (PT)      | 1,88%     | 1.086  |
| Irmão Nicácio (PSDC)     | André Amaral (PSDC)        | 1,62%     | 977    |
| Quinca da Padaria (PRP)  | Risonete (PRP)             | 0,67%     | 403    |

## Candidatos a prefeito
|  | Nº | Candidato(a) a prefeito | Candidato(a) a prefeito                             | Candidato(a) a vice-prefeito | Candidato(a) a vice-prefeito                      | Coligação |
|  | -- | ----------------------- | --------------------------------------------------- | ---------------------------- | ------------------------------------------------- | --- |
|  | 14 |                         | Ana Cristina (PTB) Ana Cristina Alexandre de Souza  |                              | Zé de Ule (PTB) José Lins de Albuquerque          | "Coligação Trabalhista Solidária" - Partido Trabalhista Brasileiro (PTB) - Partido Humanista da Solidariedade (PHS) |
|  | 15 |                         | Marcus Odilon (PMDB) Marcus Odilon Ribeiro Coutinho |                              | Gilvandro Anjos (PMDB) Gilvandro Inácio dos Anjos | Frente Popular - Partido do Movimento Democrático Brasileiro (PMDB) - Partido Socialista Brasileiro (PSB) - Partido dos Trabalhadores (PT) - Partido Comunista do Brasil (PCdoB) - Partido Social Democrata Cristão (PSDC) - Partido Social Liberal (PSL) - Partido Popular Socialista (PPS) |
|  | 33 |                         | Djalma Varela (PMN) Djalma Varela Bezerra           |                              | Pastor Justino (PRP) Severino Justino da Silva    | "Unidos para Vencer" - Partido da Mobilização Nacional (PMN) - Partido Republicano Progressista (PRP) - Partido Trabalhista Cristão (PTC) - Partido Verde (PV) |

## Coligações proporcionais
| Coligação                       | Partidos             |
| ------------------------------- | -------------------- |
| Pra Frente Santa Rita           | PMDB, PSB e PCdoB    |
| Povo Livre                      | PRB, PTdoB, DEM e PR |
| Santa Rita para Todos           | PT e PPS             |
| Unidos para Vencer              | PMN, PRP, PTC e PV   |
| Frente Socialista Popular       | PSOL e PCB           |
| Coligação Trabalhista Solidária | PTB e PHS            |
| Sem coligação                   | PSL e PSDC           |

## Resultados
| Marcus Odilon (PMDB)    | Gilvandro Sales (PMDB)  | 32.038 | 50,85%  |
| Ana Cristina (PTB)      | Zé de Ule (PTB)         | 29.918 | 47,48%  |
| Djalma Varela (PMN)     | Pastor Justino (PRP)    | 1.052  | 1,67%   |
| Total de votos válidos  | Total de votos válidos  | 63.008 | 100,00% |
| Votos apurados          |                         |        |         |
| Votos válidos           | Votos válidos           | 63.008 | 89,37%  |
| Votos em branco         | Votos em branco         | 2.731  | 3,87%   |
| Votos nulos             | Votos nulos             | 4.763  | 6,76%   |
| Total de votos apurados | Total de votos apurados | 70.502 | 100,00% |
| Eleitores               |                         |        |         |
| Comparecimento          | Comparecimento          | 70.502 | 85,52%  |
| Abstenções              | Abstenções              | 11.933 | 14,48%  |
| Total de eleitores      | Total de eleitores      | 82.435 | 100,00% |
| Total de seções: 240    |                         |        |         |

## Vereadores eleitos
| Candidato eleito      | Partido | Votação | Porcentagem | Cidade onde nasceu | Unidade federativa |
| Moza                  | PMDB    | 3.311   | 5,16%       | Santa Rita         | Paraíba            |
| Adones Júnior         | PMDB    | 3.165   | 4,93%       | Santa Rita         | Paraíba            |
| Olavo de Baleia       | PMDB    | 3.098   | 4,83%       | Mamanguape         | Paraíba            |
| Cicinha               | PMDB    | 2.507   | 3,91%       | São Mamede         | Paraíba            |
| Edinaldo do Edilicya  | PR      | 2.356   | 3,67%       | Santa Rita         | Paraíba            |
| Dr. Djalma            | PR      | 2.212   | 3,45%       | Santa Rita         | Paraíba            |
| Resende do INSS       | PR      | 2.168   | 3,38%       | Santa Rita         | Paraíba            |
| Zé Paulo              | PTB     | 2.012   | 3,13%       | Santa Rita         | Paraíba            |
| Edinho                | PHS     | 1.918   | 2,99%       | Santa Rita         | Paraíba            |
| Juvenal               | PTB     | 1.478   | 2,3%        | João Pessoa        | Paraíba            |
| Dr. Otávio Bernardino | PPS     | 851     | 1,33%       | João Pessoa        | Paraíba            |

## Links
- Resultado das Eleições de 2008 (em português)